# 長井站
長井站（日语：／ Nagai eki */?）是位於山形縣長井市榮町，山形鐵道的花長井線車站。站內設有山形鐵道總部和工務區。

## 歷史

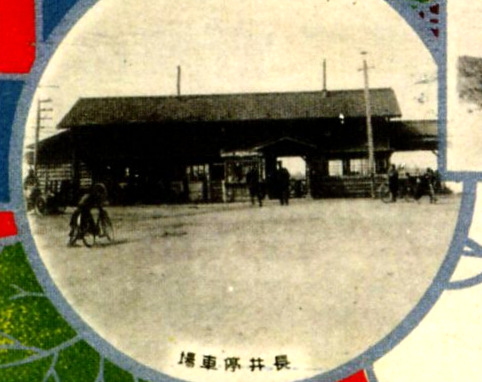
『長井停車場』1923年4月22日長井-荒砥開紀念明信片

- 1914年（大正3年）11月15日 - 長井輕便線梨鄉至此站之間開通，此站啟用。
- 1922年（大正11年）
  - 9月2日 - 隨著廢除輕便鐵道法（日语：軽便鉄道法），長井輕徑線改為長井線。
  - 12月11日 - 長井線此站至鮎貝之間開通。
- 1936年（昭和11年）3月29日 - 車站大樓翻新，舉行了祝賀會[1]。
- 1982年（昭和57年）11月15日 - 結束貨物起卸業務。
- 1987年（昭和62年）4月1日 - 伴隨國鐵分割民營化，車站由東日本旅客鐵道（JR東日本）營運[2]。
- 1988年（昭和63年）10月25日 - 山形鐵道接管長井線，成為山形鐵道花長井線車站。
- 1989年（平成元年）12月6日 - 開設山形鐵道旅行中心。
- 1996年（平成8年）1月10日 - 在旅行中心設置JR宅配終端（現時變成Business Ekinet）。
- 1998年（平成10年）5月1日 - 櫃臺業務委托長井市觀光協會負擔。
- 2002年（平成14年） - 被選為東北車站百選之一。
- 2005年（平成17年） - 櫃臺業務再次直營化。

## 車站構造

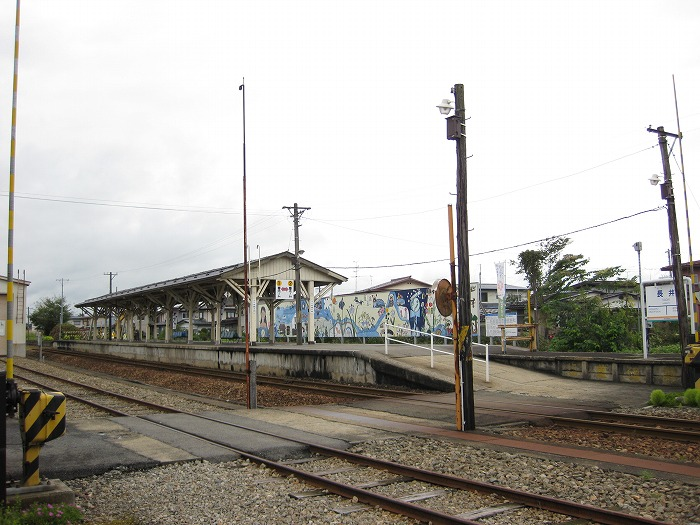
站內平交道和月台

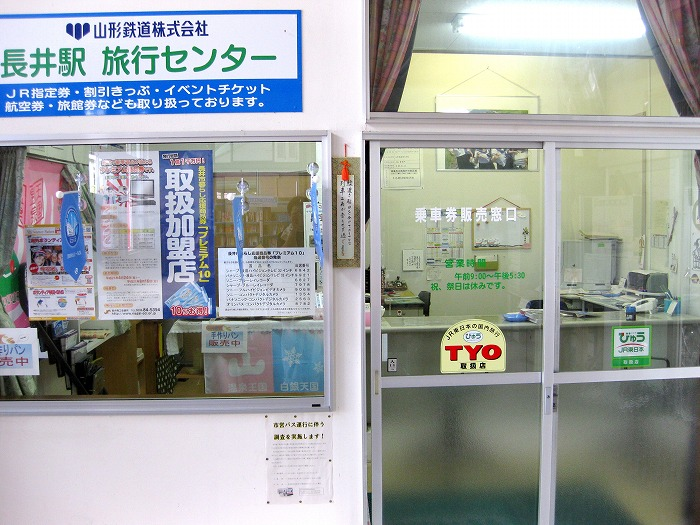
長井站旅行中心

車站是一座地面車站，設有1面2線的島式月台。車站大樓與月台之間設有站內平交道連接。
此站沒有檢票口，月台可—自由出入。兩月台可向赤湯方向和荒砥方向出發，通常列車會使用固定月台。此站也設有側線，作為停泊維護路軌專用軌道車的車廠。車廠鄰接舊貨運月台。
在車站西邊設有縮小版防雪林。在車站周邊進行工程時，於2009年9月初被砍伐。後來，防雪林遺址建設了公園。車站大樓與月台的平交道也可連接西邊的公園。在車站西邊（公園一方）設有住宅區。在冬季期間，由於需要進行除雪工作，因此月台前往公園一方的平交道會關閉。
此站是職員配置車站。車站大樓內設有旅行中心（營業時間：早上9時00分至黃昏5時30分，假日、年尾年初休息）、自動售票機、候車所和畫廊。在旅行中心可購買硬式車票、硬式入場券、回數券、定期券，也可購買JR線車票、特急票（可使用Business Ekinet，星期日不可使用）。
候車室內設有商店和車站蕎麥麵店。

### 月台
| 月台 | 路線      | 方向                 |
| ---- | --------- | -------------------- |
| 1    | ■花長井線 | 今泉、宮內、赤湯方向 |
| 2    | ■花長井線 | 荒砥方向             |

## 車站周邊

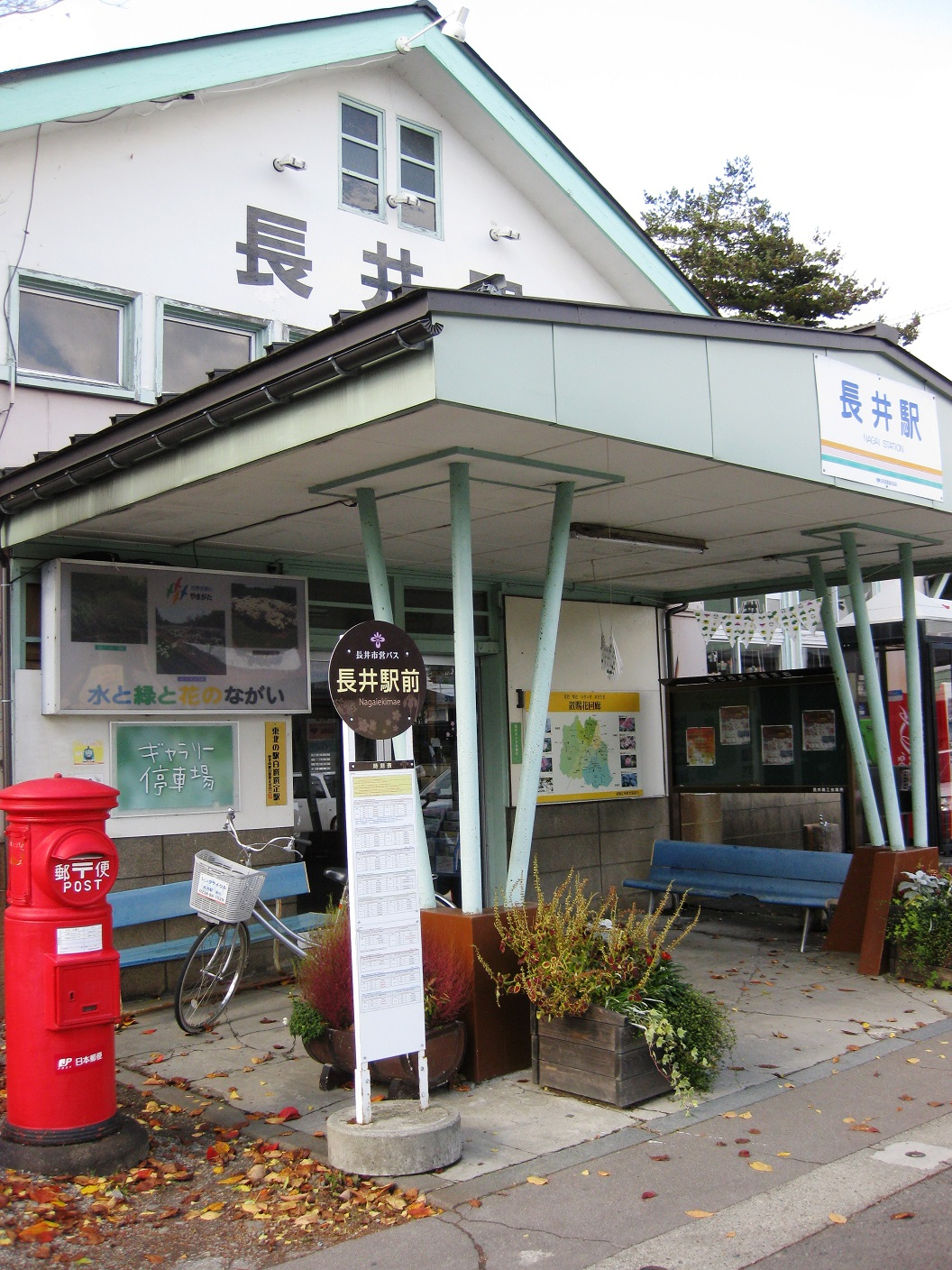
市營巴士長井站前巴士站。只於平日設有巴士班次。

- 長井市營巴士（日语：長井市営バス）長井站前巴士站（需要注意部分路線一日只有數班）
- 的士站
- 山形縣置賜綜合支廳西廳舍
- 長井市政廳
- 長井郵局（日语：長井郵便局 (山形県)）
- 長井中道郵局
- 長井市立長井小學
- 小櫻館（舊西置賜郡公所，文教之杜長井（日语：文教の杜ながい）內）
- 公立置賜長井醫院
- 長井警署（日语：長井警察署）菖蒲派出所
- 松池公園（日语：松ヶ池公園）（白杜鵑花公園）東南方步行約15分鐘或轉乘的士
  - 在松池公園內鄰接長井市民文化會館、長井市武道館、長井市立圖書館和皇大神社
- 山瀨藏美術館（松池公園的西邊，在星期五至日開放，冬季期間關閉）
- TAS大廈（在國道287號（日语：国道287号線）的松池公園附近。大廈內設有塔斯公園酒店、長井市觀光協會、長井商工會議所和社區電台）
- 山形銀行（日语：山形銀行）長井分店
- 莊內銀行（日语：荘内銀行）長井分店
- 閃光銀行（日语：きらやか銀行）長井分店、長井中央分店
- 山形中央信用組合（日语：山形中央信用組合）總店
- 米澤信用金庫（日语：米沢信用金庫）長井分店
- 東北勞動金庫（日语：東北労働金庫）長井分店
- York Benimaru（日语：ヨークベニマル）長井店
- 梅屋（日语：おーばん）Sun Plaza店

## 使用狀況
以下為1日平均乘車人次變化
| 乘車人次變化 | 乘車人次變化      |
| 年度         | 一日平均 乘車人次 |
| ------------ | ----------------- |
| 1997         | 861               |
| 1998         | 844               |
| 1999         | 732               |
| 2000         | 646               |
| 2001         | 607               |
| 2002         | 547               |
| 2003         | 515               |
| 2004         | 518               |
| 2005         | 485               |
| 2006         | 404               |
| 2007         | 370               |
| 2008         | 361               |
| 2009         | 335               |
| 2010         | 342               |
| 2011         | 340               |
| 2012         | 326               |
| 2013         | 297               |
| 2014         | 284               |
| 2015         | 275               |
| 2016         | 271               |
| 2017         | 268               |

## 其他
- 此站被選為東北車站百選，理由是「一座漂亮的車站大樓，保留了車站啟用初時的形態」，但是實際上車站啟用當時還未有車站大樓。
- 木造車站大樓內的天花板較高。車站大樓內已經翻新，舊事務室部分現時成為「畫廊停車場」，為一個市民休憩的地方。當時，在花長井線CTC化之際，車站計劃成為無人車站，後來長井市的觀光協會進駐車站大樓，並委托該機構負責櫃臺業務。現時觀光協會遷移至畫廊內，車站業務回復由山形鐵道直營。

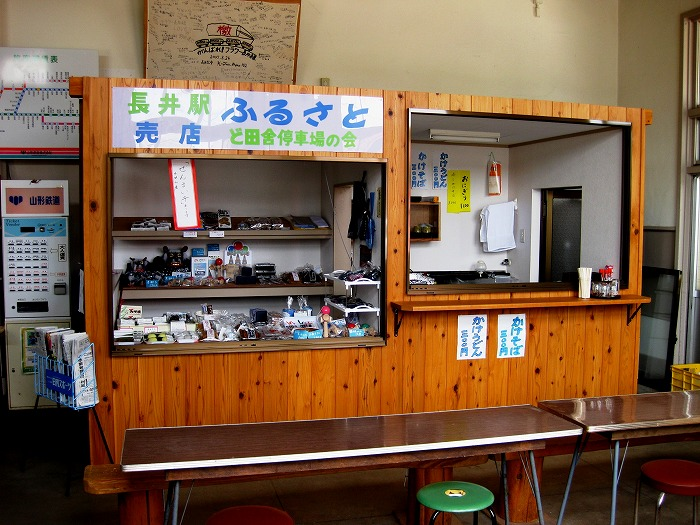
長井站商店「故鄉」
在2009年8月5日，候合室開設了由田舍停車場之會經營的商店。
售賣當地土產和當地出產的蔬菜。也設有車站蕎麥麵和烏冬店。
營業時間中，由早上10時至下午4時。而蕎麥麵和烏冬店營業至晚上11時。
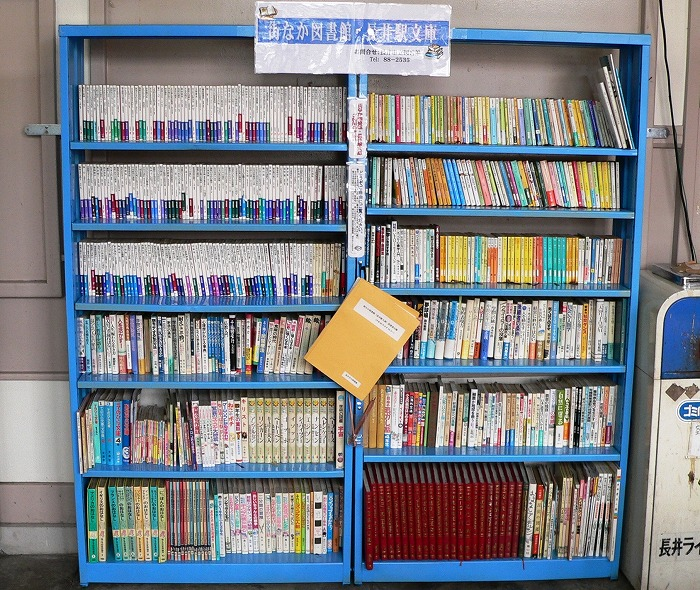
街中圖書館 長井站文庫
在候車室內設有長井市立圖書館的長井站文庫，可自由取閱書籍。另外，也可透過填寫表格以借閱書籍。
- 巨大壁畫
在月台西邊設有巨大壁畫。這是在長井青年會議所40周年紀念活動中，於2005年8月完成。壁畫繪畫了長井的名物等東西。由市內小、中學共同創作。

- 長井站商店「故鄉」
- 長井站文庫

## 相鄰車站
山形鐵道
花長井線
南長井－長井－菖蒲公園

## 注腳
1. ↑  讀賣新聞昭和11年3月31日山形讀賣
2. ↑  『交通年鑑 昭和63年版』 交通協力會，1988年3月。
3. ↑  山形縣統計年鑑